# Marcos Schechtman
Marcos Schechtman es un director de televisión brasileño.

## Biografía
Su inicio fue en la Rede Manchete cuando, en 1987, dirigió la novela Carmem. Continuó por años en esa emisora, que vivía un momento de prestigio en aquel entonces. En 1988, hizo Olho por Olho, y en el año siguiente Kananga do Japão. En 1990 dirige otra novela importante, A História de Ana Raio e Zé Trovão y, en 1991, Amazônia. En 1993 hizo Guerra Sem Fim. En el año 1995, Schechtman pasó para la Rede Bandeirantes, donde dirigió A Idade da Loba y, en 1996, O Campeão. En 1998 fue para la Rede Globo, donde dirigió Corpo Dourado y, en el año siguiente, Suave Veneno. En 2000, dirigió Lazos de familia, en 2001 El clon, en 2003 Celebridad, en 2005 América y, en 2009, India, una historia de amor.
En 2009 recibió, al lado de Glória Pérez, la autora, el Premio Emmy de mejor telenovela del año, en los Estados Unidos.
Schechtman también dirigió las miniseries O Marajá, La casa de las siete mujeres y Amazônia, de Gálvez a Chico Mendes, además de los seriados Família Brasil y Casos e Acasos.

## Carrera

### Televisión
- 1987 - Carmem
- 1988 - Olho por Olho
- 1989 - Kananga do Japão
- 1990 - A História de Ana Raio e Zé Trovão
- 1991 - Amazônia
- 1993 - Guerra sem Fim
- 1993 - Família Brasil
- 1993 - O Marajá
- 1995 - A Idade da Loba
- 1996 - O Campeão
- 1998 - Corpo Dourado
- 1999 - Suave Veneno
- 2000 - Lazos de familia
- 2001 - El clon
- 2003 - Celebridad
- 2003 - La casa de las siete mujeres
- 2005 - América
- 2007 - Amazônia, de Gálvez a Chico Mendes
- 2008 - Casos e Acasos
- 2009 - India, una historia de amor
- 2010 - Araguaia
- 2012 - La Guerrera